# Gonzalo Díaz de Pineda
Gonzalo Díaz de Pineda (Piloña, Asturias - Perú, 1545), fue un explorador, conquistador y militar español. Es recordado por haber participado en la conquista del imperio incaico junto a Sebastián de Belalcázar y Gonzalo Pizarro. Además fue uno de los primeros exploradores de la Amazonía, partiendo en una expedición antes que Francisco de Orellana, sin embargo no lograría descubrir el Río Amazonas. Fue además alcalde de la recién fundada ciudad de San Francisco de Quito en 1541.   

## Reseña biográfica
En realidad su apellido era Díaz de Piñera, forma en la que aparece siempre en los documentos de su puño y letra, si bien en toda la bibliografía existente es llamado "Díaz de Pineda". Aunque se desconoce su fecha de nacimiento, considerando su nombramiento oficial como escribano es posible que naciera entre 1499 y 1504. La muerte de Díaz de Pineda pudo ocurrir a finales de abril o principios de mayo de 1545, en los montes entre San Miguel de Piura y Motape.

### Llegada a América
Participó en la conquista de las actuales Perú y Ecuador. Junto con Francisco Pizarro capturó al inca Atahualpa, en 1532; y al año siguiente partió con Sebastián de Belalcázar hacia la conquista del Reino de Quito, en donde persiguió al último general inca, llamado Rumiñahui. Además, fue teniente de gobernador y capitán general del Gobierno de Quito en 1538, además de Alcalde de primer voto de esa ciudad en 1541. También participó de varias expediciones fallidas en busca del País de la Canela y El Dorado.
Estaba casado con una hija de Pedro de Puelles y tomó parte activa en la Batalla de Iñaquito contra el Virrey Blasco Núñez Vela, peleando bajo la bandera de Gonzalo Pizarro que se oponía a las Leyes Nuevas. En un sorpresivo ataque por las tropas del virrey cerca de Motupe (norte del Perú), se vio obligado a huir al monte cercano de algarrobos. Unos días después falleció al ingerir unas plantas venenosas.

### La Leyenda del El Dorado
Durante la conquista del Reino de Quito por el conquistador Sebastián de Benalcázar, llegó a oídos de los españoles una leyenda respecto a la existencia de "El Dorado". Los indígenas de Quito narraban que por el oriente existía un pueblo con templos y palacios hechos de oro, donde el cacique se cubría el cuerpo con polvo del apreciado metal, que tanto oro existía que lanzaba a las lagunas en homenaje a sus dioses. Además complementaban la leyenda diciendo que en esas regiones existía infinidad de árboles de canela. Por esa razón el país de El Dorado es llamado País de la Canela. Esta leyenda despertó la codicia de los españoles, especialmente de aquellos que desempeñaban funciones oficiales y que fácilmente podían organizar expediciones. De esta manera el primero que acometió la empresa de ir á explorar la cuenca del río Amazonas ecuatoriana con una expedición en busca del País de la Canela y El Dorado fue Gonzalo Díaz de Pineda, uno de los conquistadores y primeros pobladores de Quito. La cuenca del río Amazonas que exploró fue la antigua Gobernación de Canelos y Gobernación de Quijos y hoy es la provincia ecuatoriana de Napo. Esta región fue ocupada por los indígenas Quijos y Yumbos. En resumen la ruta que siguió la expedición fue Tumbaco, Guamani, Papallacta, Cosanga, Baeza y Sumaco (Zumaco). 

### Expedición por la Región de Canelos y Quijos (1538-39)
En septiembre de 1538, apenas cuatro años escasos después de fundada Quito, fue cuando salió de aquí la primera expedición exploradora de la Cuenca del río Amazonas; su jefe era Gonzalo Díaz de Pineda. Componiase esta primera expedición en busca de El Dorado en la tierra de Canelos, de unos 130 españoles, entre los cuales había 45 jinetes, 30 ballesteros y 10 arcabuceros; de Maese de Campo iba Angelo de Armendaña y por Alférez fue nombrado Gonzalo Herrera de Zalamea, ambos vecinos de Quito. En equipar la expedición gastó Gonzalo Díaz de Pineda más de 8 mil pesos y para esta expedición se fabricó la primera pólvora que se hizo en Quito.
Tomaron los expedicionarios el camino por Cumbayá y Tumbaco, trasmontaron la Cordillera por Guamani y descendieroon á Papallacta; cuando comenzaron á internarse en los bosques de Atunquijos, les salieron el encuentro algunos indígenas Quijos de guerra y les disputaron el paso. Peleaban con denuedo los bárbaros Quijos, ya acometiendo á los expedicionarios por entre los árboles del bosque, ya haciendo rodar sobre ellos galgas enormes desde las breñas o peñoles en que se habían fortificado para defender la entrada de los extranjeros desconocidos á las montañas nativos de ellos. El camino era fragoso y estaba lleno de laderas y precipicios; la tupida vegetación estorbaba la marcha y las continuas lluvias la hacían molesta. Sin embargo, Gonzalo Díaz de Pineda siguió hasta dar en el valle de Cozanga, después de vencer y desbaratar las tropas de los bárbaros Quijos, casi del todo desnudos, que le hicieron guerra.
De los nevados y de las lagunas de la gran Cordillera Oriental descienden arroyos y riachuelos innumerables, de cuya congregación se forman torrentes y ríos caudalosos que se dirigen á derramar sus aguas en la inmensa hoya del Amazonas. Gonzalo Díaz de Pineda se había alejado como unas 40 leguas de distancia de Quito y en su viaje de exploración á la región oriental había tocado en el valle de Cozanga, después de haber atravesado el río de Maspa. El río de Maspa tiene su más remoto origen en las Cordilleras de Pambamarca, pasa por Oyacachi, recibe los pequeños tributarios que manan de Guamani y, haciendo una ligera curva, se dirige hacia el Este. El río Cozanga nace tras del Antisana y, tomando un camino casi paralelo al Maspa y formando también una curva prolongada, se encamina á encontrarse con el Maspa, para constituir juntos el caudaloso Coca. Los expedicionarios de Pineda establecieron su campamento en el valle estrecho que limitan por un lado el Maspa y por otro el Cozanga; allí dejó kis caballos y, caminando á pie, siguió con algunos de sus compañeros la exploración en busca del país de la Canela hasta llegar á las faldas del volcán Sumaco que se levanta casi aislado de la Cordillera principal, como un promontorio que avanzara hacia adentro en el océano de la enmarañada vegetación de la banda oriental. Gonzalo Díaz de Pineda encontró una no escasa población de indígenas salvajes en el valle que forma la base del cerro de Sumaco y, gastados 27 días en recorrer la comarca, buscandó camino para seguir adelante, regresó desalentado, al real, donde había dejado esperando á sus compañeros. El resultado de la expedición había sido un desengaño; la realidad estaba muy lejos de corresponder á las ilusiones de la fantasía. El descubrimiento del río Cozanga y del volcán de Sumaco fue el único resultado positivo de la primera expedición de los conquistadores españoles á la región amazónico ecuatoriana.

### Alcalde de San Francisco de Quito
Gonzalo Díaz de Pineda dio vuelta a Quito, sin que sepamos con seguridad el tiempo preciso que gastó en su primera expedición; seis meses después se preparaba para hacer una segunda expedición; pero variando de dirección en su ruta, pues determinó entrar por Tusa, es decir, como unas 20 leguas más al norte del punto donde había entrado la primera vez; frustróse esta nueva expedición con la noticia de que venia a Quito Gonzalo Pizarro, con el nombramiento de Gobernador de Quito.
En diciembre de 1540 fue elegido Alcalde de primer voto del Cabildo de Quito, ejerciendo el cargo entre el 1 de enero y 31 de diciembre de 1541.